# Ellecourt
Ellecourt é uma comuna francesa na região administrativa da Normandia, no departamento de Sena Marítimo. Estende-se por uma área de 4,41 quilômetros quadrados. Em 2010 a comuna tinha 153 habitantes (densidade: 34,7 hab./km²).